# Dino Sani
Dino Sani (født 23. maj 1932 i São Paulo, Brasilien) er en tidligere brasiliansk fodboldspiller (midtbanespiller) og -træner, der med Brasiliens landshold vandt guld ved VM i 1958 i Sverige.
Sani spillede på klubplan blandt andet hos São Paulo og Corinthians i hjemlandet, Boca Juniors i Argentina og AC Milan i Italien.
Efter sit karrierestop var Sani desuden træner for en række klubber, blandt andet SC Internacional, Flamengo og Fluminense i hjemlandet samt uruguayanske Peñarol.